# Propiska in Unione Sovietica
La propiska era sia un permesso di soggiorno che uno strumento di registrazione della migrazione, utilizzato nell'impero russo prima del 1917 e nell'Unione Sovietica a partire dagli anni '30.

## Storia
Letteralmente, la parola propiska significa "iscrizione", alludendo all'iscrizione in un passaporto interno statale che consente a una persona di risiedere in un determinato luogo. Per un immobile demaniale o di terzi, avere una propiska significava l'inclusione di una persona nel contratto di affitto associato a un'abitazione. Una propiska è stata certificata tramite i registri della polizia locale (Militsiya) e timbrata su questi passaporti interni. La residenza irregolare ovunque per più di qualche settimana era proibita.
L'URSS aveva propiska sia permanenti che temporanee. Un terzo tipo intermedio, il propiska di lavoro, permetteva a una persona e alla sua famiglia di vivere in un appartamento costruito da un'entità economica (quale una fabbrica o un ministero) purché la persona lavorasse per il proprietario dell'alloggio, in maniera simile all'inclusione dell'affitto della casa in un contratto di lavoro. Nel periodo di transizione verso un'economia di mercato all'indomani del crollo dell'Unione Sovietica alla fine del 1991, la propiska permanente negli appartamenti comunali è stato uno dei fattori che ha portato all'emergere dei diritti di proprietà privata durante la privatizzazione (coloro che hanno costruito alloggi per conto proprio spesa ottenuto un propiska permanente lì per definizione).